# Micropsectra tamaprima
Micropsectra tamaprima är en tvåvingeart som beskrevs av Sasa 1980. Micropsectra tamaprima ingår i släktet Micropsectra och familjen fjädermyggor. Inga underarter finns listade i Catalogue of Life.